# 三陸復興國立公園
三陸復興國立公園（日语：／ Sanriku fukkō kokuritsu kōen）是位在日本青森縣、岩手縣、宮城縣，以青森縣南部至宮城縣牡鹿半島之間的三陸海岸為主體的國立公園。也是東日本唯一一座以海岸為主題的國立公園。管理上分為北部的八戶·宮古地區與南部的大船渡地區。
1955年（昭和30年）5月2日成立陸中海岸國立公園。2011年（平成23年）受到東日本大地震的海嘯大幅破壞後，為了震災復興與災害傳承，2013年（平成25年）5月24日合併青森縣的種差海岸階上岳縣立公園及八戶市鮫町兩地區並改為現名。
2015年（平成27年）3月31日合併南三陸金華山國定公園，之後將繼續研擬合併宮城縣內的其他縣立公園。公園名稱未來將視復興狀況更動。
除了打造步道讓民眾可貼近三陸的豐富自然與文化外，也保留了震災所帶來的災況，希望能讓民眾了解海嘯的威脅。

## 年表
- 1955年5月2日 - 被指定為陸中海岸國立公園。
- 2013年5月24日 - 两年前3月11日發生的東日本大震災中，該公園成為災區之一。為了促進災後的重建（日本稱為「復興」），除了將青森縣境內的種差海岸（日语：種差海岸）階上岳（日语：階上岳）縣立公園（日语：都道府県立自然公園）、以及八戶市蕪島（日语：蕪島）編入之外，並同步更名為三陸復興國立公園[10]。
- 2015年3月31日 - 南三陸金華山國定公園編入。

## 地形
三陸復興國立公園南北特色迥異。北部屬於典型的隆起海岸，是高約50 - 200公尺的大型海蝕斷崖，之間穿插的小型砂濱海岸。另一方面，宮古市以南是典型的溺灣，為陸地沉降所形成。
另外，三陸海岸有多個中小型半島，如重茂半島、船越半島、廣田半島、牡鹿半島等。

## 自然

### 植披
公園內多半是以赤松為主的自然林，半島地區有許多未開發保留原始自然風光的地區。受到千島海流的影響，也可見許多在溫暖地帶生長的植物。各半島有著獨特的植被，如北山崎的白花石楠花（シロハナシャクナゲ）與玫瑰，船越半島的红楠，廣田半島的海桐等。

### 動物
許多區域與北上山地相連，因此可見日本髭羚等大型動物，另外也有黑尾鷗、大水薙鳥等海鳥類。

## 主要景點
列舉沿海岸線由北到南之著名景點。

### 青森縣
- 蕪島（八戶市）
- 種差海岸（日语：種差海岸）（八戶市）
- 階上岳（日语：階上岳）（階上町）

### 岩手縣
- 侍濱海岸（久慈市，陸中海岸國立公園時代的最北端）
- 小袖海岸（日语：小袖海岸）（久慈市）
- 十府浦（野田村）
- 玉川海岸（野田村）
- 黑崎（普代村）
- 北山崎（日语：北山崎）（田野畑村）
- 鵜之巢斷崖（日语：鵜ノ巣断崖）（田野畑村）
- 熊之鼻展望台（日语：熊の鼻展望台）（岩泉町）
- 田老海岸（宮古市）
- 三王岩（日语：三王岩）（宮古市）
- 淨土濱（宮古市）
- 魹崎（日语：魹ヶ崎）（宮古市）
- 山田灣（日语：山田湾）（山田町）
- 船越半島（山田町）
- 赤平金剛（山田町）
- 浪板海岸（大槌町）
- 蓬萊島（日语：蓬莱島 (岩手県)）（大槌町）
- 御箱崎（釜石市）
- 三貫島（日语：三貫島）（釜石市）
- 碁石海岸（日语：碁石海岸）（大船渡市）
- 珊瑚島（大船渡市）
- 高田松原（陸前高田市）

### 宮城縣
- 大理石海岸（氣仙沼市）
- 巨釜半造（日语：巨釜半造）（氣仙沼市）
- 御崎（日语：御崎 (宮城県)）（氣仙沼市）
- 龍舞崎（氣仙沼市大島）
- 岩井崎（日语：岩井崎）（氣仙沼市，南三陸金華山國定公園併入前的最南端）
- 田束山（日语：田束山）（氣仙沼市、南三陸町）
- 神割崎（日语：神割崎自然公園）（南三陸町、石卷市）
- 橫山不動尊、柳津虛空藏尊（登米市）
- Cobalt Line（日语：宮城県道220号牡鹿半島公園線）（石卷市、女川町）
- 江島（日语：江島 (宮城県)）（女川町）
- 田代島（石卷市）
- 金華山（日语：金華山 (宮城県)）（石卷市）

## 公園名稱

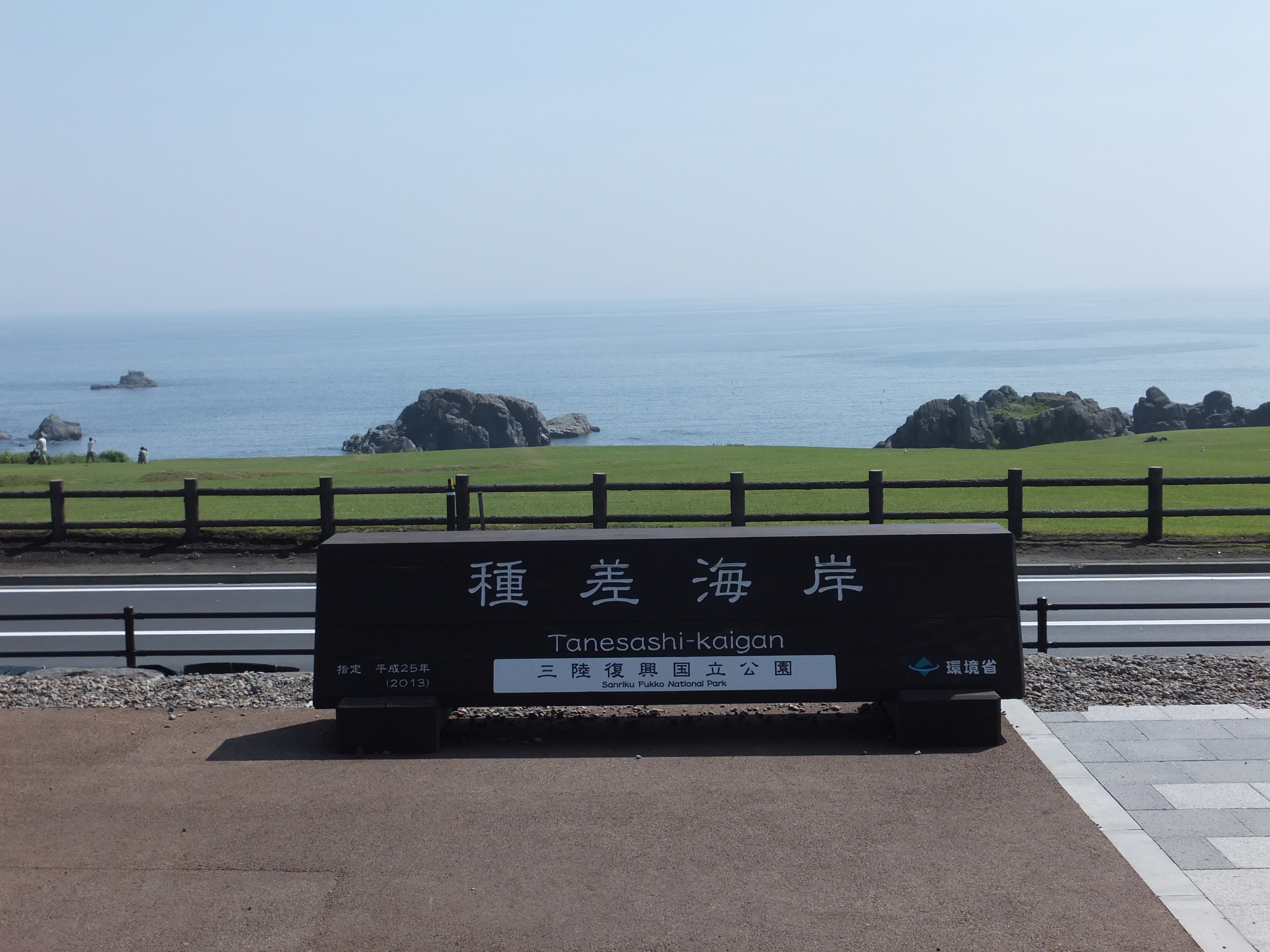
種差海岸的三陸復興國立公園看板

由於「三陸」是全國普遍使用的名稱，過去的「陸中海岸國立公園」常被誤稱為三陸海岸國立公園。因此一直有更名運動要將公園名稱改為知名度更高的「三陸海岸」。1999年（平成11年），陸中海岸國立公園協會決議更名並向國家提出申請，然而，公園僅包含「陸前」「陸中」二陸，未涵蓋青森的「陸奧」，遭受反對。
國立公園成立時的區域是岩手縣普代村至釜石市，屬於陸中地區，之後擴張至北邊的久慈市，南邊的宮城縣氣仙沼市（陸前），使得「陸中」不再適合作為公園名。
2011年（平成23年）5月，環境省提出陸中海岸國立公園與南三陸金華山國定公園、一座青森縣立自然公園、三座宮城縣立自然公園合併為「三陸復興國立公園」。之後2013年（平成25年）5月24日加入青森縣的縣立公園，三陸復興國立公園正式成立。

## 集團設施地區、遊客中心
| 地區名     | 面積    | 所在地               | 使用人數（人） |
| ---------- | ------- | -------------------- | -------------- |
| 種差海岸   | 14.9ha  | 青森縣八戶市         | -              |
| 宮古姊崎   | 30.6ha  | 岩手縣宮古市         | 82,000         |
| 淨土濱     | 64.2ha  | 岩手縣宮古市         | 697,000        |
| 碁石海岸   | 55.3ha  | 岩手縣大船渡市       | 119,000        |
| 田老       | 104.0ha | 岩手縣宮古市         | 38,000         |
| 普代       | 54.8ha  | 岩手縣下閉伊郡普代村 | 54,000         |
| 氣仙沼大島 | 65.8ha  | 宮城縣氣仙沼市       | 94,000         |
| 唐桑御崎   | 35.1ha  | 宮城縣氣仙沼市       | 158,000        |
| 神割崎     | 34.1ha  | 宮城縣石卷市         | 101,000        |
| 鮎川濱     | 4.2ha   | 宮城縣石卷市         | -              |

| 設施名              | 設置者   | 所在地                             | 使用人數（人） |
| ------------------- | -------- | ---------------------------------- | -------------- |
| 種差海岸資訊中心    | 環境省   | 青森縣八戶市大字鮫町字棚久         | 102,149        |
| 北山崎遊客中心      | 田野畑村 | 岩手縣下閉伊郡田野畑村北山129-10   | 15,891         |
| 宮古姊崎Field House | 環境省   | 岩手縣宮古市崎鍬崎                 | 9,492          |
| 淨土濱遊客中心      | 環境省   | 岩手縣宮古市日立濱町               | 314,086        |
| 碁石海岸資訊中心    | 環境省   | 岩手縣大船渡市末崎町字大濱地内     | 65,524         |
| 唐桑半島遊客中心    | 氣仙沼市 | 宮城縣氣仙沼市唐桑町崎濱           | 13,012         |
| 南三陸 海的遊客中心 | 環境省   | 宮城縣本吉郡南三陸町戶倉字坂本21-1 | 12,321         |
| 石卷·川的遊客中心   | 環境省   | 宮城縣石巻市北上町十三濱字東田1    | 11,368         |

## 圖片

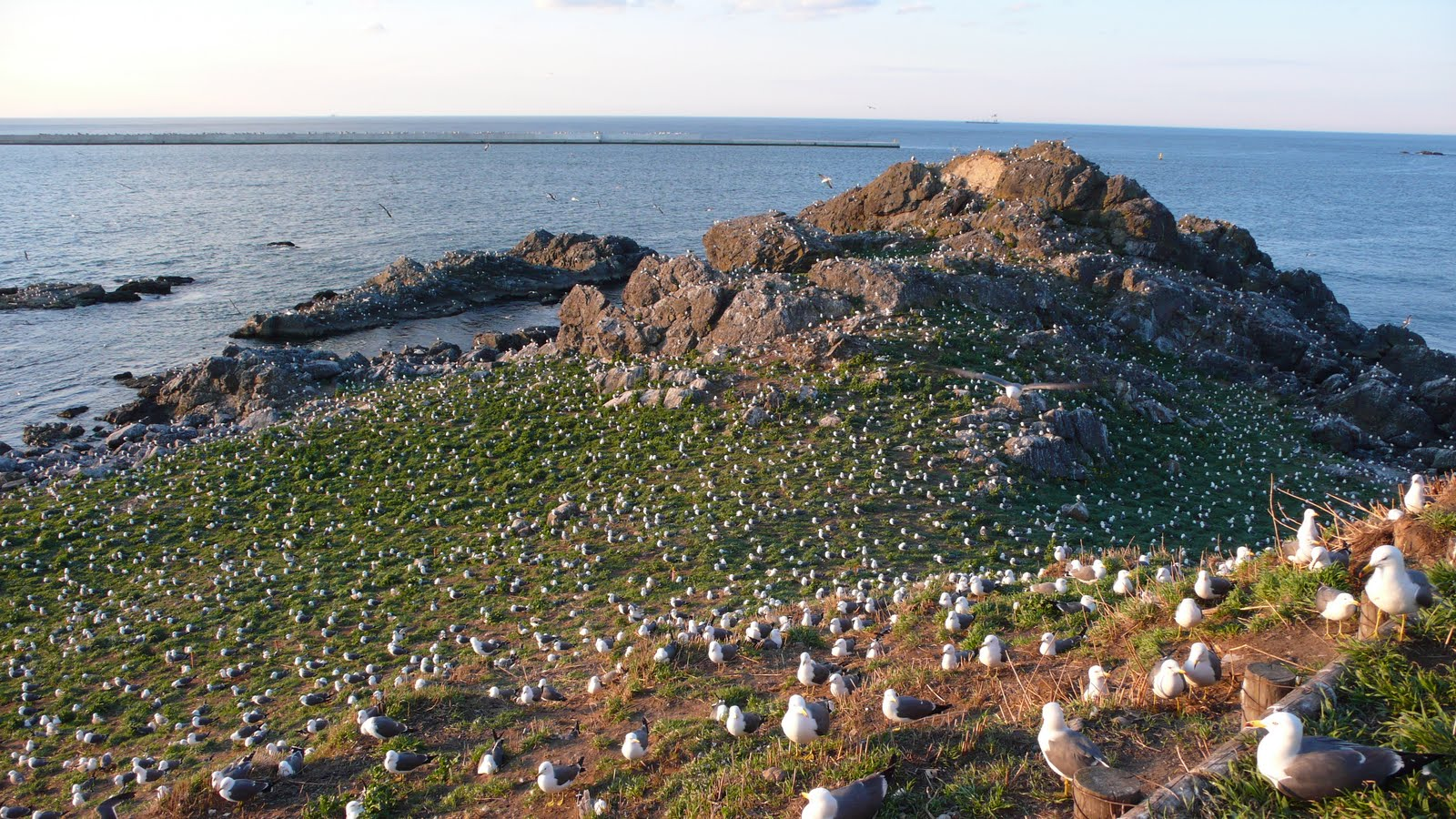
蕪島 黑尾鷗大繁殖地
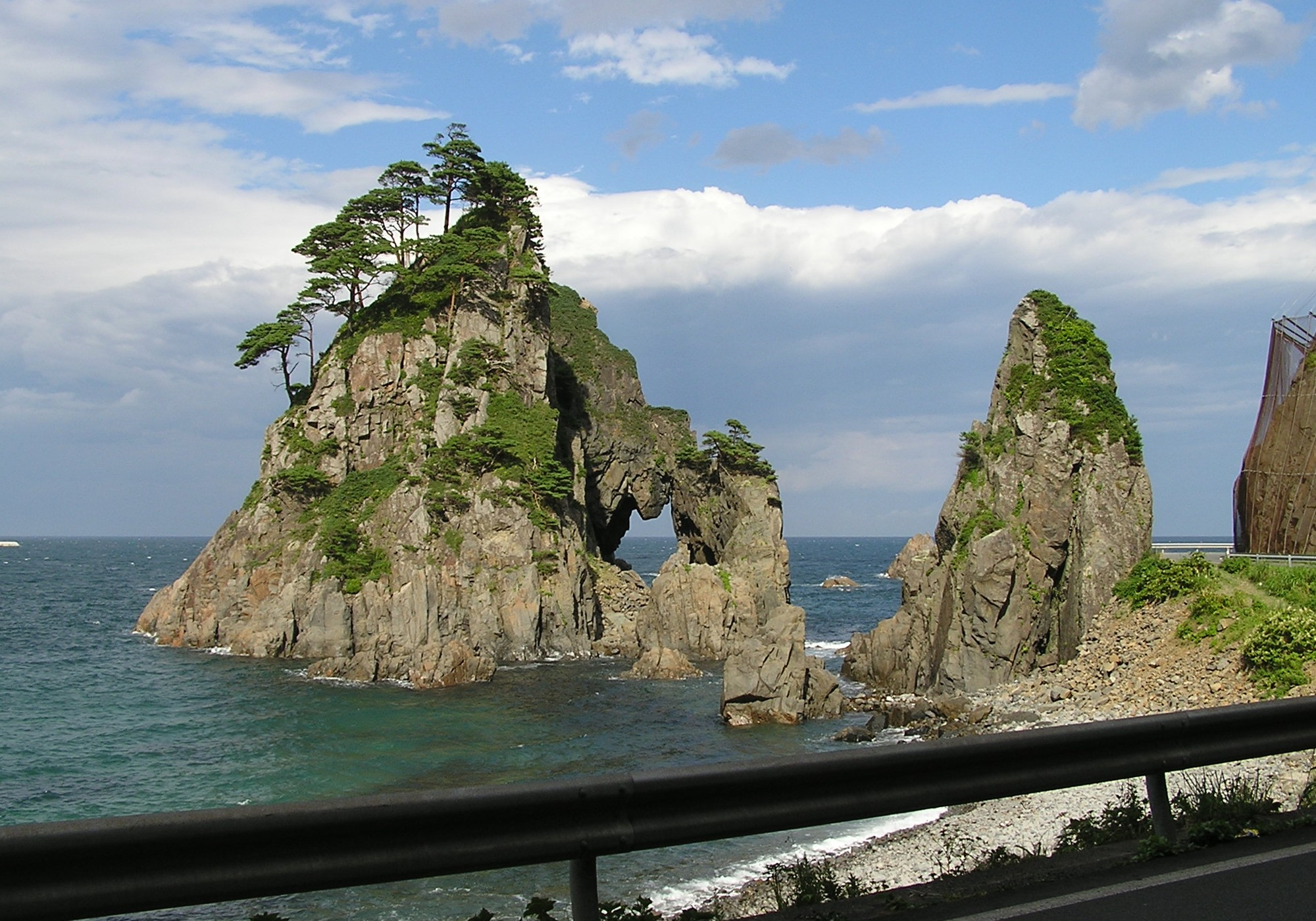
小袖海岸（日语：小袖海岸）的釣鐘洞（日语：つりがね洞）
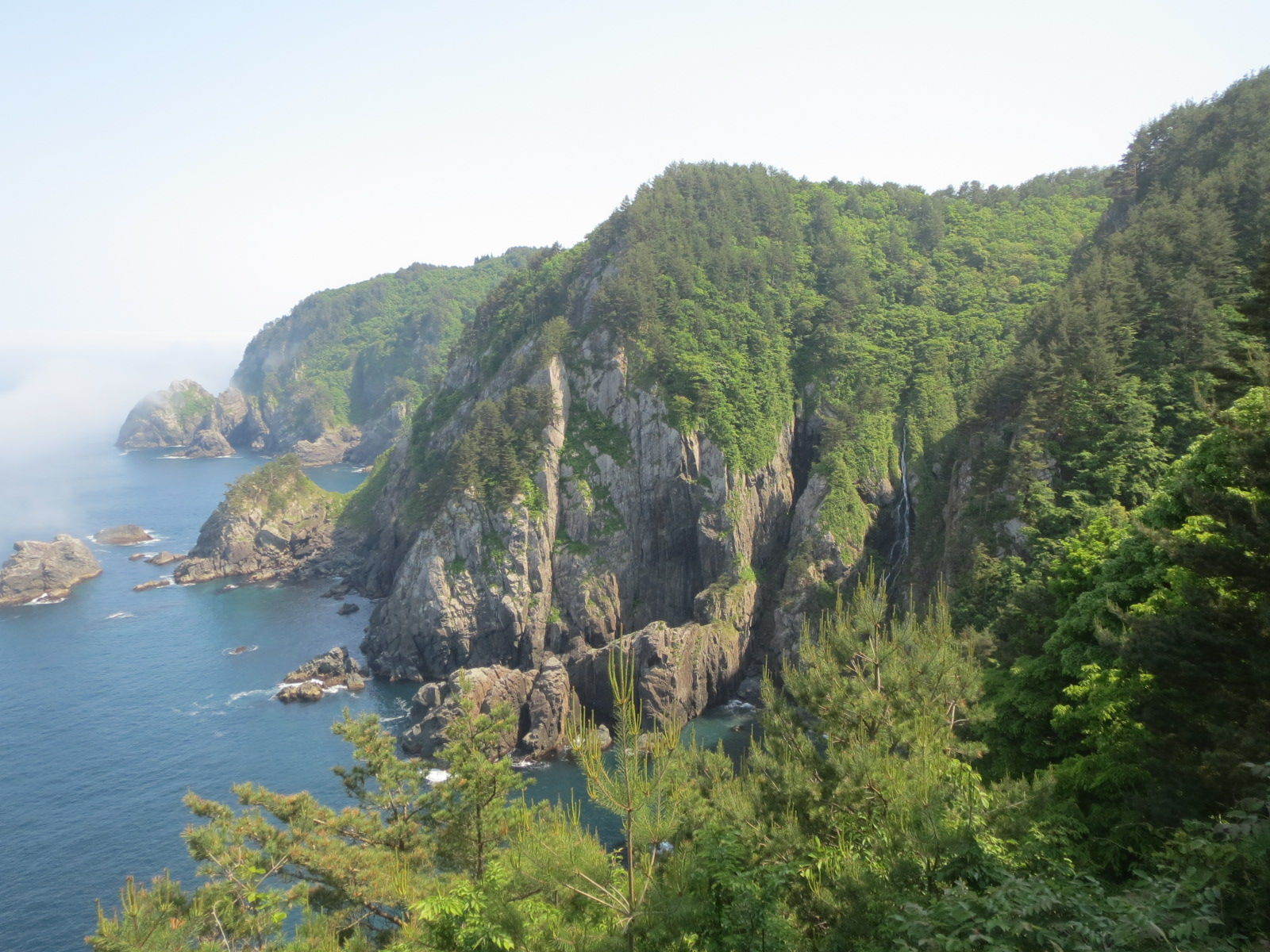
黑崎·アンモ浦展望台
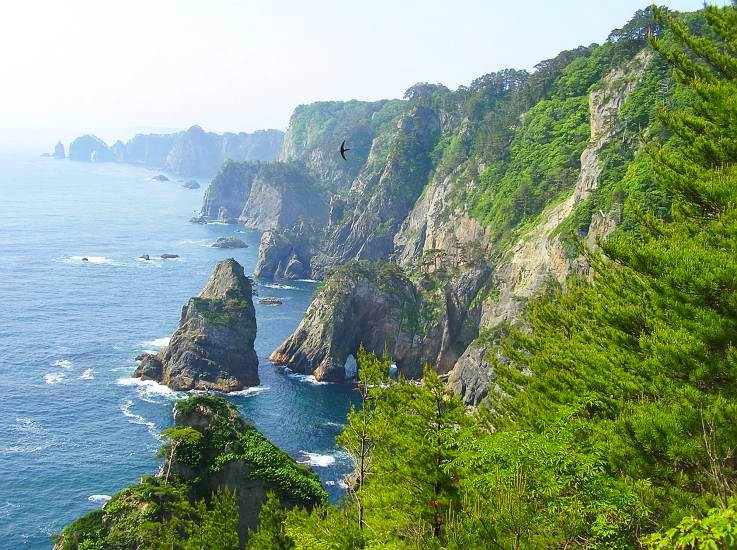
北山崎（日语：北山崎）
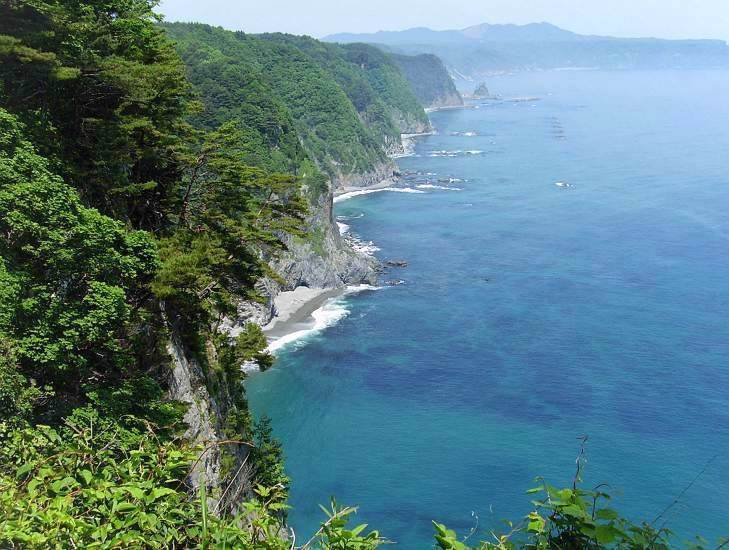
鵜之巢斷崖（日语：鵜ノ巣断崖）
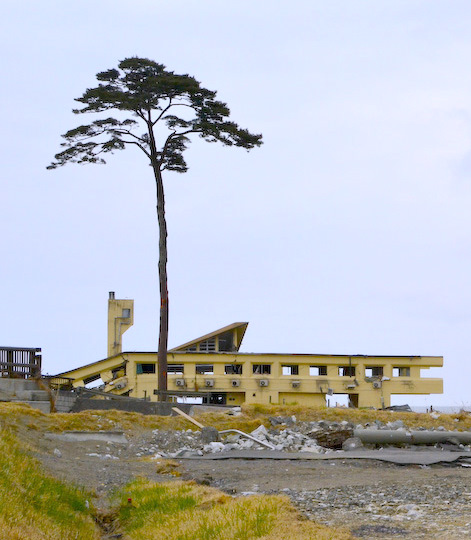
陸前高田奇蹟一本松
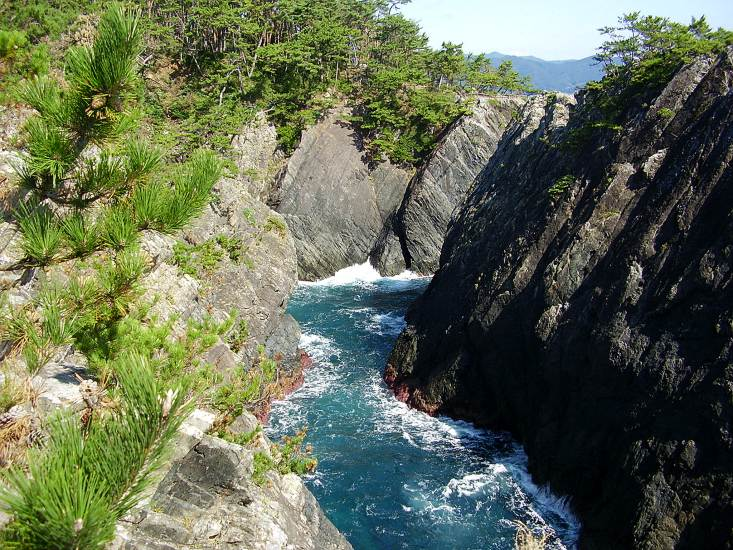
碁石海岸（日语：碁石海岸）的雷岩與亂暴谷
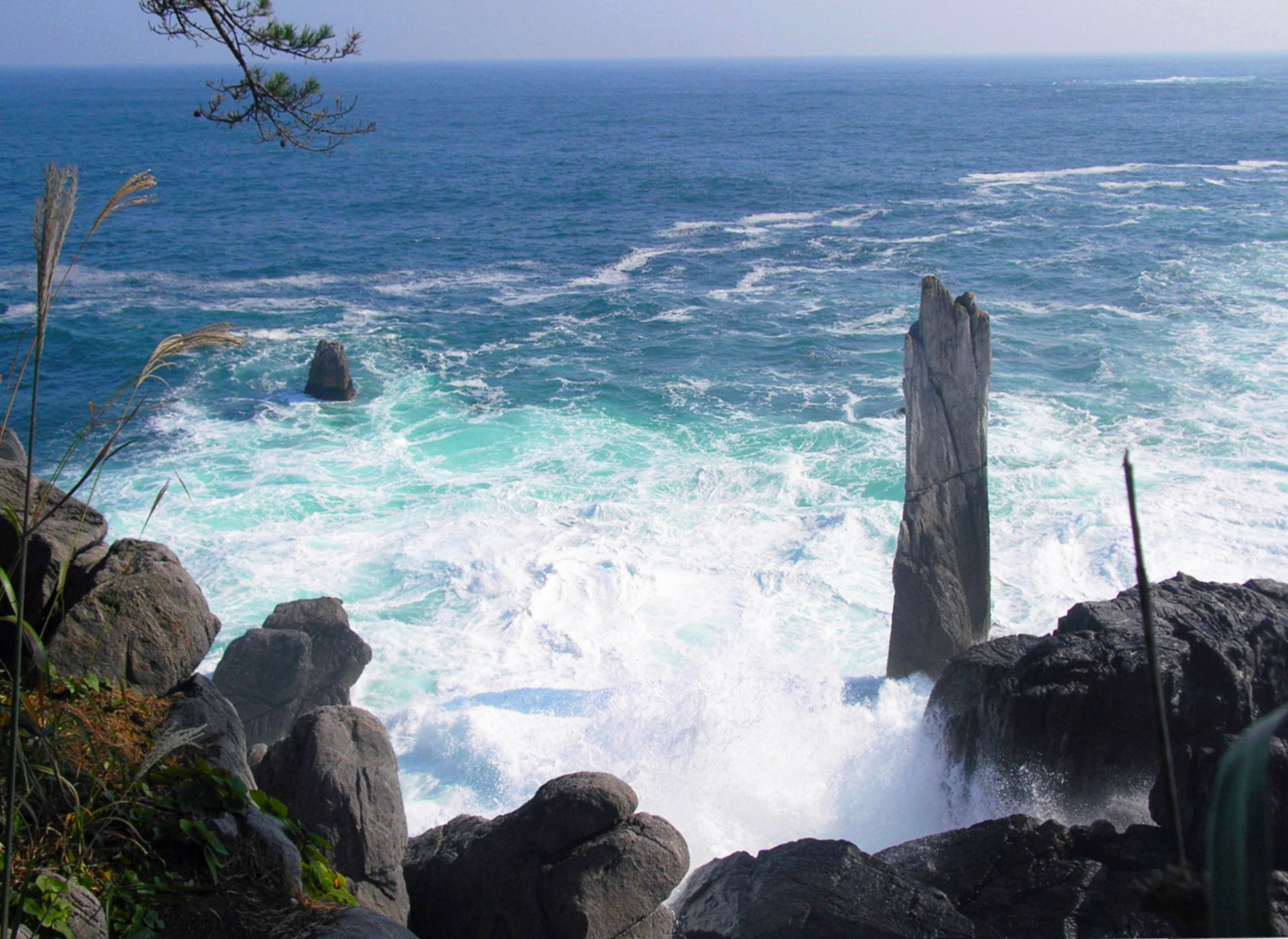
巨釜半造（日语：巨釜半造）的巨釜
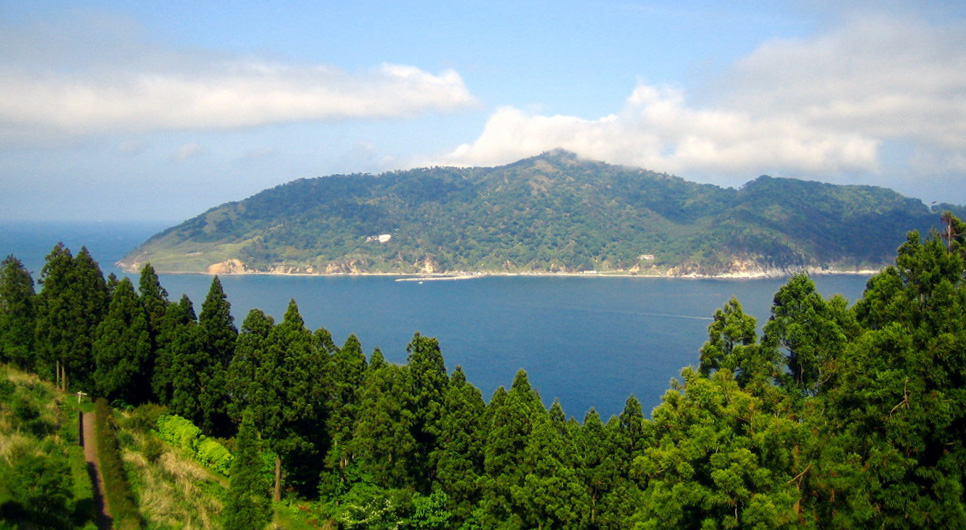
金華山（日语：金華山 (宮城県)）

## 關連項目
- 日本國立公園

## 外部連結
- （日語）三陸復興國立公園（页面存档备份，存于）